# أندريه روسول
أندريه روسول (بالأوكرانية: Русол Андрій Анатолійович)‏، من مواليد 16 يناير 1983 في كيروفوهراد في أوكرانيا، لاعب كرة قدم أوكراني.
بدأ مسيرته الكروية مع نادي زيركا كيروفوهراد في موسم 1998/1999، وشارك معهم في مباراة واحدة، وفي عام 1999 انتقل إلى نادي كريفباس كرييف ريه، ولعب معهم حتى عام 2003، وشارك معهم في 40 مباراة، ومنذ عام 2003 وهو يلعب مع نادي دنيبرو دنيبروبتروفسك.
و قد بدأ باللعب مع منتخب أوكرانيا لكرة القدم في عام 2004.

## روابط خارجية
- أندريه روسول على موقع الاتحاد الدولي (مؤرشف)  (الإنجليزية)
- أندريه روسول على موقع الاتحاد الأوربي (الإنجليزية)
- أندريه روسول على موقع اتحاد أوكرانيا (الإنجليزية)
- أندريه روسول على موقع قاعدة بيانات كرة القدم.إي يو (الإنجليزية)
- أندريه روسول على موقع ناشيونال فوتبول تيمز (الإنجليزية)
- أندريه روسول على موقع Soccerway.com (الإنجليزية)
- أندريه روسول على موقع عالم كرة القدم.نت (الإنجليزية)
- أندريه روسول على موقع كووورة